# Limnophilomyia (Limnophilomyia) niveipes
Limnophilomyia (Limnophilomyia) niveipes is een tweevleugelige uit de familie steltmuggen (Limoniidae). De soort komt voor in het Afrotropisch gebied.